# Municipio de Covington (condado de Lackawanna)
El municipio de Covington (en inglés: Covington Township) es un municipio ubicado en el condado de Lackawanna en el estado estadounidense de Pensilvania. En el año 2000 tenía una población de 1.994 habitantes y una densidad poblacional de 32.7 personas por km².

## Geografía
El municipio de Covington se encuentra ubicado en las coordenadas 41°18′00″N 75°28′29″O / 41.30000, -75.47472.

## Demografía
Según la Oficina del Censo en 2000 los ingresos medios por hogar en la localidad eran de $41,875 y los ingresos medios por familia eran de $47,857. Los hombres tenían unos ingresos medios de $36,208 frente a los $21,906 para las mujeres. La renta per cápita de la localidad era de $19,132. Alrededor del 10,7% de la población estaba por debajo del umbral de pobreza.